# Condado de Pie de Concha
El condado de Pie de Concha es un título nobiliario español creado por el rey Felipe IV en favor de Juan López de Isasi e Idiáguez, noble de alta cuna y amigo de la infancia del conde-duque de Olivares, que asumió la educación de algunos de los hijos del rey.
El 28 de febrero de 1637 le fue concedido el vizcondado previo de Pie de Concha, promulgando el 24 de noviembre de 1638 el real despacho que le nombraba conde de Pie de Concha. El título hace referencia a Pie de Concha, uno de los señoríos cántabros de su esposa. 

## Condes de Pie de Cocha
| Titular                | Titular                                                     | Periodo                |
| Creación por Felipe IV | Creación por Felipe IV                                      | Creación por Felipe IV |
| ---------------------- | ----------------------------------------------------------- | ---------------------- |
| I                      | Juan López de Isasi e Idiáguez                              | 1638-1647              |
| II                     | José Joaquín Sarmiento de Sotomayor e Isasi                 | 1647-1663              |
| III                    | José Salvador Sarmiento de Sotomayor y Zúñiga               | 1663-1681              |
| IV                     | José Francisco Sarmiento de Sotomayor y Velasco             | 1681-1725              |
| V                      | Diego Antonio Sarmiento de Sotomayor y Dávila               | 1725-1730              |
| VI                     | María del Rosario Sarmiento de Sotomayor y Dávila           | 1730-1756              |
| VII                    | José Joaquín de Silva-Bazán y Sarmiento de Sotomayor        | 1756-1802              |
| VIII                   | José Gabriel de Silva-Bazan y Waldstein                     | 1802-1839              |
| IX                     | Francisco de Borja de Silva-Bazán y Téllez-Girón            | 1839-1889              |
| X                      | Luis de Silva-Bazán y Fernández de Córdoba                  | 1889-1918              |
| XI                     | Francisco de Borja de Silva-Bazán y Fernández de Henestrosa | 1918-1935              |
| XII                    | Luis de Silva-Bazán y Goyeneche                             | 1935-1946              |
| XIII                   | Juan de Silva-Bazán y Goyeneche                             | 1946-1963              |
| XIV                    | Juan Manuel de Silva-Bazán y Mazorra                        | 1964-1988              |
| XV                     | Álvaro de Silva-Bazán y Mazorra                             | 1990-2007              |
| XVI                    | Álvaro Joaquín de Silva-Bazán y Urquijo                     | 2007-pres.             |

## Historia de los condes de Pie de Concha
I. Juan López de Isasi e Idiáguez (Éibar, 29 de junio de 1581-Guadalajara, 16 de julio de 1647), i conde de Pie de Concha, señor de la Casa solar y Torre de Isasi (entre otros señoríos) y caballero de la Orden de Santiago.
Amigo personal desde la infancia del conde-duque de Olivares, a petición de este se hizo cargo de la crianza y educación de Francisco Fernando de Austria, hijo ilegítimo de Felipe IV, hasta su temprana muerte en 1634. Posteriormente, también se encargo de la educación del príncipe de Asturias, Baltasar Carlos de Austria.
Casó en 1613 con María Ana Ángela Bonifaz Ladrón de Guevara (1594-1640), señora de las villas de Ameyugo y Tuyo. En 1628, su esposa sucedió a su tía en los señoríos de Pie de Concha, Bárcena y Cobejo. Tras la muerte de su esposa, se consagró al sacerdocio. De este matrimonio nacieron dos hijas: María Juana (1616-1645) y Mariana Luisa (1618-1648). Le sucedió su nieto:
II. José Joaquín Sarmiento de Sotomayor e Isasi (San Sebastián, 10 de octubre de 1641-Madrid, 22 de abril de 1663), ii conde de Pie de Concha, iii marqués de Sobroso.
Hijo de María Juana de Isasi y de Diego Sarmiento de Sotomayor y Luna, ii marqués de Sobroso y iii conde de Salvatierra.
Casó el 19 de junio de 1661 con Francisca Melchora María Petronila de Zúñiga Dávila y Guzmán (1649-1718). De este matrimonio nacieron dos hijos, José Salvador y Diego. Le sucedió su hijo mayor:
III. José Salvador Sarmiento de Sotomayor y Zúñiga (San Sebastián, 8 de junio de 1662-Madrid, 13 de mayo de 1681), iii conde de Pie de Concha, iv marqués de Sobroso y iv conde de Salvatierra. Fue caballero de la Orden de Calatrava.
Casó el 18 de agosto de 1676, por poderes, con María Victoria de Velasco y Carvajal (1664-1731). Engendraron dos hijos: María Antonia y José Francisco, que le sucedió:
IV. José Francisco Sarmiento de Sotomayor y Velasco (Madrid, 12 de agosto de 1681-Madrid, 21 de diciembre de 1725), iv conde de Pie de Concha, v marqués de Sobroso y v conde de Salvatierra. Consiguió la Grandeza de España asociada al condado de Salvatierra en 1718.
Casó el 23 de febrero de 1702 con María Leonor Dávila y Zúñiga (1684-1749), viii marquesa de Loriana, de la Puebla de Ovando, de Baides, de Arcicóllar y de Valero y condesa de Pedrosa. Tuvieron diez hijos, sucediéndole:
V. Diego Antonio Sarmiento de Sotomayor y Dávila (Madrid, 6 de noviembre de 1719-Madrid, 6 de septiembre de 1730, v conde de Pie de Concha.
Murió a los once años de edad. Sin descendencia, le sucedió su hermana:
VI. María del Rosario Sarmiento de Sotomayor y Dávila (Madrid, 7 de agosto de 1707-Madrid, 1 de septiembre de 1756), vi conde de Pie de Concha y marquesa de Arcicóllar.
Casó el 26 de abril de 1729 con Pedro José Artal de Silva-Bazán y Alagón (1703-1744), grande de España, viii marqués de Santa Cruz, de Villasor, del Viso, de Bayona y de Montesanto, barón de Sant Boi, carlán de Balaguer, señor de Valdepeñas, alcaide perpetuo de Gibraltar y Fiñana, mayordomo mayor y gobernador del Infante Don Felipe, caballero de la Orden de Santiago y gentilhombre de cámara de su majestad. De este matrimonio nacieron cinco hijos; le sucedió:
VII. José Joaquín de Silva-Bazán y Sarmiento de Sotomayor (Madrid, 5 de diciembre de 1734-Aranjuez, 2 de febrero de 1802), grande de España, vii conde de Pie de Concha, ix marqués de Santa Cruz, de Villasor, del Viso, de Bayona (vendido en 1789), vi de Arcicóllar, etc. Fue también caballero de las órdenes del Toisón de Oro, de Carlos III y de Santiago.
El 2 de febrero de 1755 casó en primeras nupcias con María de la Soledad Fernández de la Cueva y Silva (1735-1762), marquesa de Cadreita y condesa de la Torre, hija del duque de Alburquerque. Tuvieron tres hijos, llegando únicamente a la adultez su hijo varón, Francisco de Asís de Silva-Bazán y Fernández de la Cueva (1756-1779), que heredó los títulos y mayorazgos de su madre, así como el marquesado del Viso de su padre.
El 16 de mayo de 1781 casó por segunda vez con María Ana Fernanda de Waldstein y Lichtenstein (1763-1807), hija de Emanuel Filiberto, conde de Waldstein-Wartenberg (1731-1775) y de la princesa María Ana Teresa de Lichtenstein (1738-1814). Tuvieron cuatro hijos, siendo sucedido por:
VIII. José Gabriel de Silva-Bazan y Waldstein (Madrid, 18 de marzo de 1782-Madrid, 7 de noviembre de 1839), grande de España, viii conde de Pie de Concha, x marqués de Santa Cruz, de Villasor, del Viso, de Arcicóllar, etc. Fue secretario de Estado y del Despacho de Estado en 1822, así como varias veces embajador y caballero de las órdenes del Toisón de Oro, de Calatrava y de Carlos III.
Casó el 11 de junio de 1801 con Joaquina María del Pilar Téllez-Girón y Pimentel (1784-1851), ii condesa de Osilo y princesa de Anglona (en Cerdeña). Fue camarera mayor de palacio, aya de la reina Isabel II y de la infanta María Luisa Fernanda, y dama de la Orden de la Reina María Luisa. El matrimonio tuvo nueve hijos, siendo sucedido por:
IX. Francisco de Borja de Silva-Bazán y Téllez-Girón (Madrid, 31 de octubre de 1815-28 de noviembre de 1889), grande de España, ix conde de Pie de Concha, xi marqués de Santa Cruz, de Villasor, del Viso, de Arcicóllar, etc. Se dedicó a la política, siendo senador y alcalde de Madrid; asimismo, ocupó importantes cargos en la Casa Real y fue caballero del Toisón de Oro.
Casó el 13 de diciembre de 1835 con la hija del duque de Arión, María de la Encarnación Fernández de Córdoba y Álvarez de las Asturias-Bohorques (1817-1884), dama de la Reina. Tuvieron tres hijos. Le sucedió su segundo hijo varón:
X. Luis de Silva-Bazán y Fernández de Córdoba (Madrid, 16 de febrero de 1845-Guipúzcoa, 13 de agosto de 1918), x conde de Pie de Concha. Diplomático, llegó a ser introductor de embajadores. Caballero de las órdenes de Carlos III y de Isabel la Católica.
Casó con María de los Dolores Fernández de Henestrosa y Fernández de Córdoba (1847-1873), hija del marqués de Villadarias. Tuvieron tres hijos. Le sucedió su hijo:
XI. Francisco de Borja de Silva-Bazán y Fernández de Henestrosa (Madrid, 25 de mayo de 1871-Madrid, 17 de julio de 1935), xi conde de Pie de Concha, xx marqués de Zahara.
Casó el 12 de octubre de 1896 con María del Consuelo de Goyeneche y de la Puente (1871-1966), hija del conde de Guaqui y de la marquesa de Villafuerte. Tuvieron ocho hijos, sucediendo su hijo mayor:
XII. Luis de Silva-Bazán y Goyeneche (París, 17 de julio de 1897-Dasc, 10 de junio de 1946), xii conde de Pie de Concha, xxi marqués de Zahara. La sucesión fue concedida por la Diputación de Grandeza en 1935, pero no fue convalidada por la dictadura hasta 1951.
Casó con Betty O'Bearne. Sin sucesión, le siguió su hermano:
XIII. Juan de Silva-Bazán y Goyeneche (París, 17 de julio de 1897-Madrid, 3 de mayo de 1963), grande de España, xiii conde de Pie de Concha, ii duque de Talavera de la Reina, xxii marqués de Zahara.
Casó con Serafina Lucía Mazorra y Romero (1900-1973). Con dos hijos, le sucedió:
XIV. Juan Manuel de Silva-Bazán y Mazorra (Madrid, 29 de septiembre de 1934-Madrid, 19 de diciembre de 1988), grande de España, xiv conde de Pie de Concha, iii duque de Talavera de la Reina.
Casó el 3 de julio de 1969 con Mercedes Puig de la Bellacasa y Urdampilleta. Sin descendencia, le sucedió su hermano:
XV. Álvaro de Silva-Bazán y Mazorra (Madrid, 17 de mayo de 1938-Madrid, 18 de septiembre de 2022), grande de España, xv conde de Pie de Concha, iv duque de Talavera de la Reina, xxiii marqués de Zahara.
Casó el 27 de junio de 1964 con Catalina de Urquijo y Quiroga. Tuvieron cuatro hijos. Le sucedió, por distribución, su hijo:
XVI. Álvaro Joaquín de Silva-Bazán y Mazorra (Madrid, 1 de noviembre de 1967), xvi conde de Pie de Concha.
Casó el 23 de junio de 1995 con María Luisa Martínez de Vallejo y Almunia (n. 1970), hija de la marquesa de Rubalcava. El matrimonio cuenta con dos hijos: Álvaro (n. el 20 de marzo de 2001) y Beltrán de Silva-Bazán y Martínez de Vallejo (n. el 13 de julio de 2005).